# Desoxyribose

Desoxyribose

Desoxyribose, anderstalig ook deoxyribose genoemd, of vollediger 2-desoxyribose, of ook nog D-desoxyribose is een monosacharide. Het heeft dezelfde ringvormige structuur als ribose, maar aan de tweede koolstof is er in plaats van een hydroxylgroep een waterstof gebonden. Desoxyribose vormt samen met een trifosfaat en één base (adenine, guanine, cytosine of thymine) een nucleotide, één bouwsteen van desoxyribonucleïnezuur, beter bekend als DNA.

Ribose

| - nucleotide - nucleoside - een nucleobase (adenine, cytosine, guanine, thymine of uracil) - een pentose (desoxyribose bij DNA, ribose bij RNA) - 1-3 fosfaatgroepen |